# Kanton Vic-sur-Seille
Vic-sur-Seille is een voormalig kanton van het Franse departement Moselle. Het kanton maakte deel uit van het arrondissement Château-Salins.
Op 22 maart 2015 zijn de kantons van arrondissement Château-Salins samen met zeven gemeenten van het kanton Verny gefuseerd tot het kanton Saulnois, dat daardoor het gehele arrondissement omvat.

## Gemeenten
Het kanton omvatte de volgende gemeenten:
- Bezange-la-Petite
- Bourdonnay
- Donnelay
- Juvelize
- Lagarde
- Ley
- Lezey
- Maizières-lès-Vic
- Marsal
- Moncourt
- Moyenvic
- Ommeray
- Vic-sur-Seille (hoofdplaats)
- Xanrey